# Милија Бакић
Милија Ђуканов Бакић (тур. Milo Bakiç, Забрђе, 1888 — Кочани, 1913) је био фудбалер и официр османске и црногорске војске. Један је од 13 оснивача фудбалског клуба Галатасарај из Истанбула. Играо је на позицији десног бека.
Милија Бакић је рођен 1888. године у Забрђу у Васојевићима. Заједно са својим блиским рођаком Павлом Бакићем уписује Галатасарајски лицеј у Истанбулу, где је његов стриц Митар Бакић био на дужности посланика и опуномоћеног министра Краљевине Црне Горе. Октобра 1905. године, Милија и Павле са још 11 студената лицеја оснивају фудбалски клуб Галатасарај. Након лицеја уписује војно-инжењерску академију у Истанбулу и наставио је да игра за Галатасарај до 1910. године. Постао је коњички потпоручник османске војске, да би почетком Балканских ратова напустио Истанбул и постао официр црногорске војске. Био је члан црногорске војне мисије која је са Есад-пашом Топтанијем преговарала око предаје Скадра Црној Гори. Разболео се од колере 1913. године и умро је у Кочанима у Македонији.